# Crnogorski fudbalski kup 2014-2015
La Crnogorski fudbalski kup 2014-2015 (in italiano Coppa montenegrina di calcio 2014-2015), conosciuta anche come Kup Crne Gore u fudbalu 2014-2015, fu la 9ª edizione della coppa del Montenegro di calcio.
Il detentore era il Lovćen. In questa edizione la coppa fu vinta dal Mladost Podgorica (al suo 1º titolo) che sconfisse in finale il Petrovac.

## Formula
La formula è quella dell'eliminazione diretta, in caso si parità al 90º minuto si va direttamente ai tiri di rigore senza disputare i tempi supplementari (eccetto in finale). Gli accoppiamenti sono decisi tramite sorteggio.

### Calendario
| Turno            | Numero di incontri | Squadre | Entrano in questo turno        | Date                 |
| ---------------- | ------------------ | ------- | ------------------------------ | -------------------- |
| Primo turno      | 14                 | 30 → 16 | Tutte eccetto Lovćen e Mladost | 24 settembre 2014    |
| Ottavi di finale | 16                 | 16 → 8  | Lovćen e Mladost               | 1 e 22 ottobre 2014  |
| Quarti di finale | 8                  | 8 → 4   | –                              | 5 e 26 novembre 2014 |
| Semifinali       | 4                  | 4 → 2   | –                              | 8 e 22 aprile 2015   |
| Finale           | 1                  | 2 → 1   | –                              | 20 maggio 2015       |

### Squadre partecipanti
Partecipano 30 squadre: le 12 della Prva liga, le 12 della Druga liga e le 6 finaliste delle tre coppe regionali (Nord, Centro e Sud).
Prva liga
- Berane
- Bokelj
- Budućnost
- Grbalj
- Lovćen
- Mladost Podgorica
- Mogren
- Mornar
- Petrovac
- Rudar Pljevlja
- Sutjeska
- Zeta

Druga liga
- Arsenal Tivat
- Bratstvo
- Cetinje
- Dečić
- Ibar
- Igalo
- Iskra Danilovgrad
- Jedinstvo Bijelo Polje
- Jezero
- Kom
- Radnički Berane
- Zabjelo

Treća liga
- Čelik Nikšić (finalista Centro)
- Grafičar Podgorica (vincitore Centro)
- Hajduk Bar (finalista Sud)
- Polimlje (finalista Nord)
- Pljevlja (vincitore Nord)
- Sloga Radovići (vincitore Sud)

## Primo turno
Lovćen e Mladost Podgorica esentate in quanto finaliste della Crnogorski fudbalski kup 2013-2014. Il sorteggio per il primo turno si è tenuto il 19 settembre 2014.
| Squadra 1          | Risultato | Squadra 2              |
| ------------------ | --------- | ---------------------- |
| 24.09.2014         |           |                        |
| Čelik Nikšić       | 0 – 1     | Petrovac               |
| Zabjelo            | 2 – 4     | Dečić                  |
| Igalo              | 3 – 1     | Arsenal Tivat          |
| Bratstvo           | 2 – 0     | Radnički Berane        |
| Kom                | 1 – 4     | Mogren                 |
| Hajduk Bar         | 0 – 2     | Mornar                 |
| Sloga Radovići     | 0 – 1     | Berane                 |
| Sutjeska           | 2 – 0     | Iskra Danilovgrad      |
| Polimlje           | 0 – 2     | Grbalj                 |
| Jezero             | 1 – 2     | Budućnost              |
| Rudar Pljevlja     | 5 – 0     | Jedinstvo Bijelo Polje |
| Ibar               | 3 – 0     | Bokelj                 |
| Cetinje            | 1 – 3     | Zeta                   |
| 25.09.2014         |           |                        |
| Grafičar Podgorica | 0 – 1     | Pljevlja               |

## Ottavi di finale
Il sorteggio per gli ottavi di finale si è tenuto il 26 settembre 2014.
| Squadra 1 | Totale | Squadra 2         | Andata     | Ritorno    |
| --------- | ------ | ----------------- | ---------- | ---------- |
|           |        |                   | 01.10.2014 | 22.10.2014 |
| Zeta      | 9 – 1  | Dečić             | 6 – 0      | 3 – 1      |
| Grbalj    | 5 – 2  | Igalo             | 2 – 0      | 3 – 2      |
| Lovćen    | 1 – 0  | Rudar Pljevlja    | 0 – 0      | 1 – 0      |
| Mogren    | 3 – 6  | Mladost Podgorica | 1 – 5      | 2 – 1      |
| Mornar    | 6 – 2  | Bratstvo          | 3 – 2      | 3 – 0      |
| Berane    | 3 – 4  | Sutjeska          | 3 – 2      | 0 – 2      |
| Ibar      | 1 – 3  | Petrovac          | 1 – 1      | 0 – 2      |
| Pljevlja  | 0 – 13 | Budućnost         | 0 – 4      | 0 – 9      |

## Quarti di finale
| Squadra 1 | Totale          | Squadra 2         | Andata     | Ritorno    |
| --------- | --------------- | ----------------- | ---------- | ---------- |
|           |                 |                   | 05.11.2014 | 26.11.2014 |
| Grbalj    | 0 – 1           | Budućnost         | 0 – 0      | 0 – 1      |
| Petrovac  | 2 – 1           | Lovćen            | 1 – 0      | 1 – 1      |
| Zeta      | 0 – 0 (3-4 dtr) | Mladost Podgorica | 0 – 0      | 0 – 0      |
| Sutjeska  | 3 – 2           | Mornar            | 3 – 0      | 0 – 2      |

## Semifinali
| Squadra 1 | Totale | Squadra 2         | Andata     | Ritorno    |
| --------- | ------ | ----------------- | ---------- | ---------- |
|           |        |                   | 08.04.2015 | 22.04.2015 |
| Sutjeska  | 0 – 4  | Mladost Podgorica | 0 – 2      | 0 – 2      |
| Petrovac  | 1 – 0  | Budućnost         | 0 – 0      | 1 – 0      |

## Finale
| Squadra 1         | Risultato   | Squadra 2 |
| ----------------- | ----------- | --------- |
| 20.05.2015        |             |           |
| Mladost Podgorica | 2 – 1 (dts) | Petrovac  |

| Arbitro: | Miloš Savović (Podgorica) |

| |            | |
| Šćepanović 19’ Marković 106’ (aut.) | Marcatori  | 27’ Knežević |
| Mileta Radulović Pejović Lakić (91' Mirković) Adamović Novović Jovanović Šćepanović (74' Milić) Miloš Radulović Vuković Đurišić (60' Đalac) Obradović | Formazioni | · N. Popović 44’ · Grbović · Vujović · Radišić · Kacić (66' Pepić) · Marković · Tomić · Golubović · Pejaković (103' Martinović) · Knežević · Muhović (44' S. Popović) |
| Nedović | Allenatori | Malovrazić |